# エイント・マイ・フォールト
「Ain't My Fault」は、2016年9月2日に発売されたスウェーデンの歌手ザラ・ラーソンのシングル。発売元はVirgin EMI、Epic。

## チャート成績
ザラにとって3度目のスウェーデン1位を記録、そのあとも少しずつ世界中のチャートを上り詰め、イギリスで13位、アメリカで76位など世界的大ヒットを記録した。